# 永田喜雄
永田 喜雄（ながた よしお、1952年または1953年 - ）は、日本の地方公務員。埼玉県県土整備部長、ふじみ野市副市長を歴任。勲等は瑞宝小綬章。

## 人物・経歴
(現在の) さいたま市で生まれ育つ。1972年 (昭和47年) 東京農業大学卒業 。埼玉県庁に入庁し、県土づくり企画課長、2005年4月 県土づくり企画室長兼参事兼整備部参事、川越県土所長、2007年4月 防災技術幹を経て県土整備副部長。2009年4月 菊川滋関東地方整備局長に上田清司埼玉県知事の代行として直轄負担金の見直しを要望した。県庁退職後はふじみ野市副市長を2期８年、さいたま市都市計画審議会会長を務めた。

## 栄典
- 2023年 令和5年春の叙勲で瑞宝小綬章を受章[1]